# Helleville
Helleville est une commune française, située dans le département de la Manche en région Normandie, peuplée de 563 habitants.

## Géographie

### Localisation
Les communes limitrophes sont Benoîtville, Héauville, Siouville-Hague, Sotteville, Teurthéville-Hague et Tréauville.

### Hydrographie
La commune est située dans le bassin Seine-Normandie. Elle est drainée par le Petit Douet et le ruisseau d'Etoupeville,,.

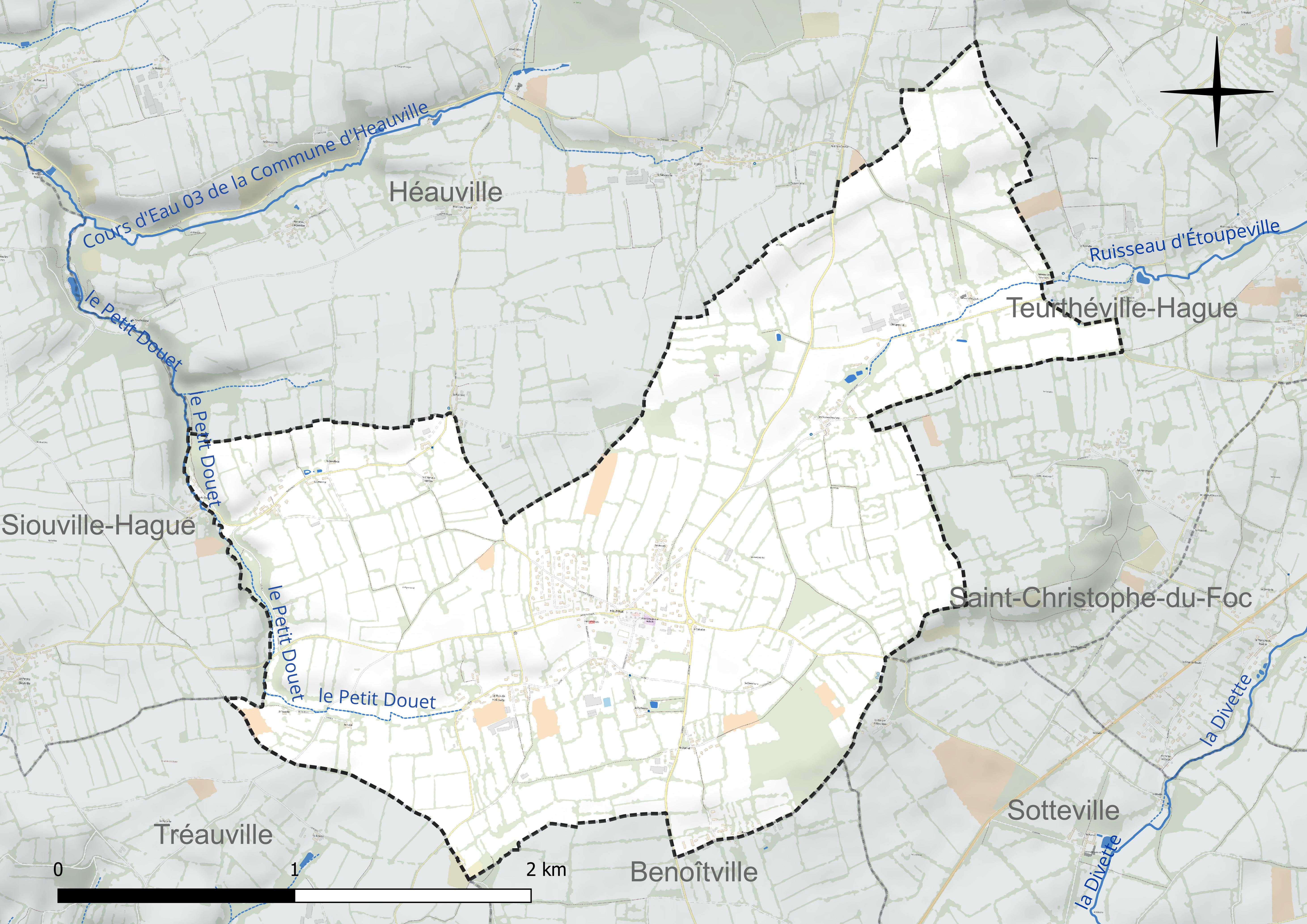
Réseau hydrographique de Helleville.

### Climat
Pour des articles plus généraux, voir Climat de la Normandie et Climat de la Manche.
En 2010, le climat de la commune est de type climat océanique franc, selon une étude du CNRS s'appuyant sur une série de données couvrant la période 1971-2000. En 2020, Météo-France publie une typologie des climats de la France métropolitaine dans laquelle la commune est exposée à un climat océanique et est dans la région climatique  Normandie (Cotentin, Orne), caractérisée par une pluviométrie relativement élevée (850 mm/a) et un été frais (15,5 °C) et venté. Parallèlement le GIEC normand, un groupe régional d’experts sur le climat, différencie quant à lui, dans une étude de 2020, trois grands types de climats pour la région Normandie, nuancés à une échelle plus fine par les facteurs géographiques locaux. La commune est, selon ce zonage, exposée à un « climat maritime », correspondant au Cotentin et à l'ouest du département de la Manche, frais, humide et pluvieux, où les contrastes pluviométrique et thermique sont parfois très prononcés en quelques kilomètres quand le relief est marqué.
Pour la période 1971-2000, la température annuelle moyenne est de 10,8 °C, avec une amplitude thermique annuelle de 11,1 °C. Le cumul annuel moyen de précipitations est de 950 mm, avec 13,9 jours de précipitations en janvier et 8,3 jours en juillet. Pour la période 1991-2020, la température moyenne annuelle observée sur la station météorologique la plus proche, située sur la commune de La Hague à 13 km à vol d'oiseau, est de 13,1 °C et le cumul annuel moyen de précipitations est de 480,0 mm. Pour l'avenir, les paramètres climatiques de la commune estimés pour 2050 selon différents scénarios d’émission de gaz à effet de serre sont consultables sur un site dédié publié par Météo-France en novembre 2022.

## Urbanisme

### Typologie
Au 1er janvier 2024, Helleville est catégorisée commune rurale à habitat dispersé, selon la nouvelle grille communale de densité à sept niveaux définie par l'Insee en 2022.
Elle est située hors unité urbaine.
Par ailleurs la commune fait partie de l'aire d'attraction de Cherbourg-en-Cotentin, dont elle est une commune de la couronne,. Cette aire, qui regroupe 77 communes, est catégorisée dans les aires de 50 000 à moins de 200 000 habitants,.

### Occupation des sols
L'occupation des sols de la commune, telle qu'elle ressort de la base de données européenne d’occupation biophysique des sols Corine Land Cover (CLC), est marquée par l'importance des territoires agricoles (94,8 % en 2018), en diminution par rapport à 1990 (99,9 %).
La répartition détaillée en 2018 est la suivante : terres arables (47,7 %), prairies (42,5 %), zones urbanisées (5 %), zones agricoles hétérogènes (4,7 %), forêts (0,1 %).

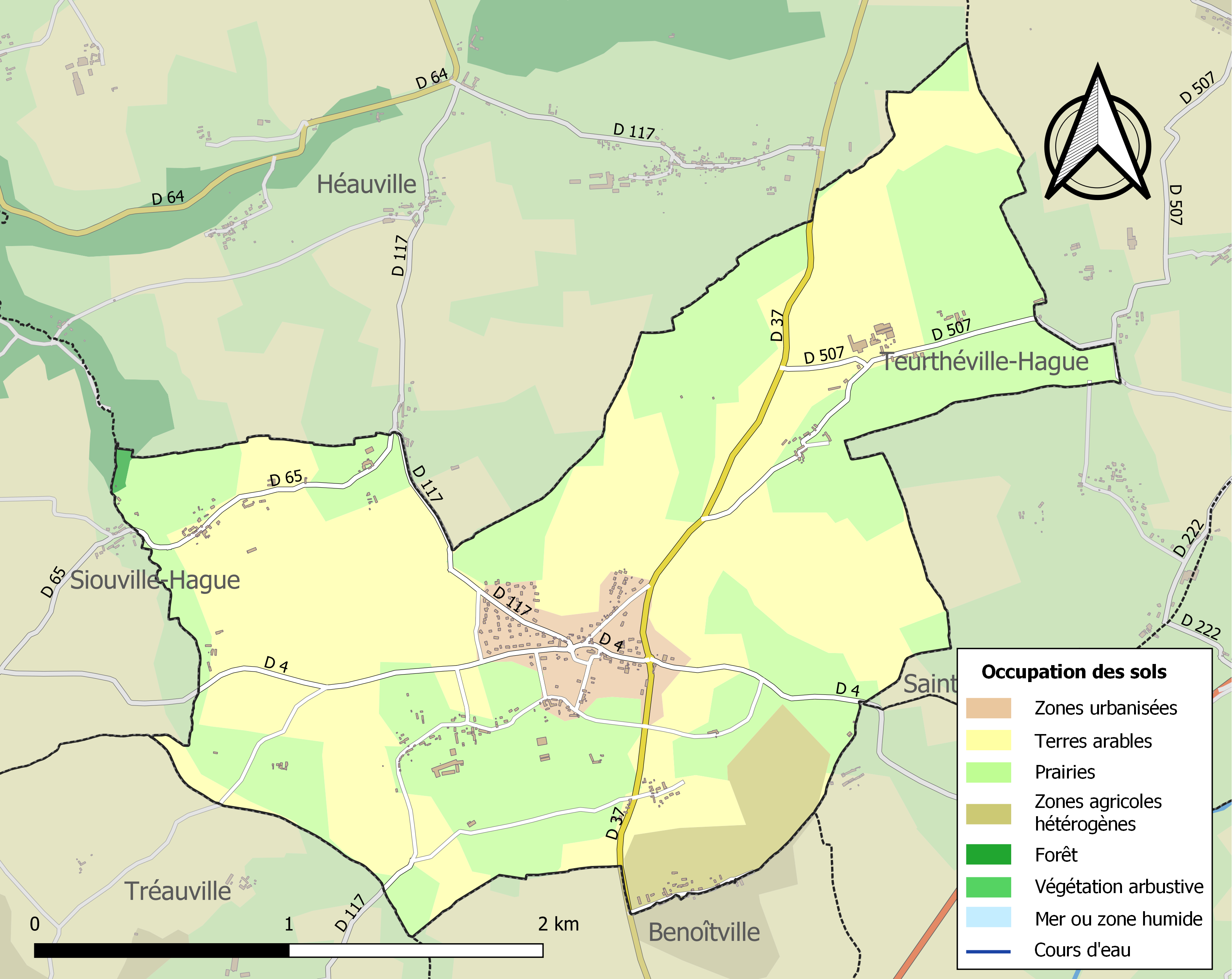
Carte des infrastructures et de l'occupation des sols de la commune en 2018 (CLC).

L'évolution de l’occupation des sols de la commune et de ses infrastructures peut être observée sur les différentes représentations cartographiques du territoire : la carte de Cassini (XVIIIe siècle), la carte d'état-major (1820-1866) et les cartes ou photos aériennes de l'IGN pour la période actuelle (1950 à aujourd'hui).

## Toponymie
Le nom de la localité est attesté sous les formes Herardi Villa vers l'an 1000, Hetrevilla, Hetredvilla, Ethred Villa vers 1020, Herrevilla fin du XIe siècle, Herlevilla aux XIIe et XIIIe siècles, Helgevilla entre 1156 et 1173, Hellevilla ou Hervevilla au XIIIe siècle.
Pour Georges Bernage, il s'agirait d'un nom de personne scandinave Helgi que l'on retrouverait également dans Herqueville et Herquemoulin (lieu-dit de Beaumont-Hague).

## Histoire

### Antiquité
« Suivant Cassini, une voie romaine allant à Portbail aurait traversé Helleville. C’est peut-être de cette route qu’il est question en ces mots itinere regio per medium traneunte dans la charte de donation de la terre d’Etoublon à l’abbaye de Blanchelande en 1210 ».
En 1780 des ouvriers employés pour relever un vieux mur du jardin d’Etoupeville (à Helleville) trouvèrent, dans une partie de fondation un ensemble de médaillons et médailles d’or. Ils se les partagèrent et en vendirent une partie, mais la plupart purent être retrouvés. Le trésor incluait des pièces et médailles datant de Constantin le Grand (c.272-337), Constantin II le jeune (314-340), Constance II (317-361) et Constant Ier (c.320-350). Il avait été enfoui au plus tôt vers 340.
Le cabinet du roi (qui deviendra le département des Monnaies, médailles et antiques de la Bibliothèque nationale de France) en acquit deux lots successifs, en 1783 et 1786, mais la plupart des pièces originales ont disparu à la suite du cambriolage du cabinet des médailles en 1831. Des moulages réalisés par Théodore-Edme Mionnet, membre de l'Académie des inscriptions et belles-lettres, avaient été envoyés à Charles de Gerville qui les léguera en 1854 à M. Félix Feuardent, imprimeur à Cherbourg et « numismate, à Paris », qui en fit don en 1875 à la Bibliothèque nationale.

### Temps modernes
En 1567, Jacques du Moncel, sieur de Sainct Nazare à Gréville-Hague et d'Estoubeville, est taxé pour ces fiefs de 4 livres dans le rôle des nobles et roturiers, au titre du ban et de l'arrière ban de la vicomté de Coutances, réalisé par Gilles Dancel, seigneur d'Audouville, lieutenant général du bailli de Cotentin, tenu à Coutances les 20-22 octobre. Le fief d'Estoubeville à Helleville, qui valait un quart de fief de haubert, relevait du fief de Vauville.

## Politique et administration
| Période                                  | Période  | Identité              | Étiquette | Qualité |
| ---------------------------------------- | -------- | --------------------- | --------- | ------- |
| 1995                                     | 2008     | Pierre Hainneville    |           |         |
| 2008                                     | En cours | Jean-François Lamotte |           | Médecin |
| Les données manquantes sont à compléter. |          |                       |           |         |

## Démographie
L'évolution du nombre d'habitants est connue à travers les recensements de la population effectués dans la commune depuis 1793. Pour les communes de moins de 10 000 habitants, une enquête de recensement portant sur toute la population est réalisée tous les cinq ans, les populations de référence des années intermédiaires étant quant à elles estimées par interpolation ou extrapolation. Pour la commune, le premier recensement exhaustif entrant dans le cadre du nouveau dispositif a été réalisé en 2005.
En 2022, la commune comptait 563 habitants, en évolution de +9,75 % par rapport à 2016 (Manche : −0,31 %, France hors Mayotte : +2,11 %).
| 1793 | 1800 | 1806 | 1821 | 1831 | 1836 | 1841 | 1846 | 1851 |
| ---- | ---- | ---- | ---- | ---- | ---- | ---- | ---- | ---- |
| 380  | 438  | 436  | 521  | 467  | 441  | 435  | 420  | 415  |

| 1856 | 1861 | 1866 | 1872 | 1876 | 1881 | 1886 | 1891 | 1896 |
| ---- | ---- | ---- | ---- | ---- | ---- | ---- | ---- | ---- |
| 375  | 341  | 336  | 328  | 328  | 342  | 303  | 285  | 310  |

| 1901 | 1906 | 1911 | 1921 | 1926 | 1931 | 1936 | 1946 | 1954 |
| ---- | ---- | ---- | ---- | ---- | ---- | ---- | ---- | ---- |
| 278  | 268  | 239  | 243  | 260  | 268  | 257  | 280  | 281  |

| 1962 | 1968 | 1975 | 1982 | 1990 | 1999 | 2005 | 2006 | 2010 |
| ---- | ---- | ---- | ---- | ---- | ---- | ---- | ---- | ---- |
| 243  | 254  | 219  | 211  | 289  | 324  | 402  | 418  | 438  |

| 2015 | 2020 | 2022 | - | - | - | - | - | - |
| ---- | ---- | ---- | - | - | - | - | - | - |
| 516  | 558  | 563  | - | - | - | - | - | - |

## Culture locale et patrimoine
Le gentilé est Hellevillais.

### Lieux et monuments
- Église Saint-Pierre d'Helleville (XVe, XVIIe – XIXe siècles) avec sa tour-porche. Sur sa façade on peut voir, de part et d'autre du porche d'entrée, les armes sculptées en relief de, Joachim Pecci, pape Léon XIII, né à Carpineto en 1810, pape de 1878 à 1903, d'azur au pin (cyprès ou peuplier) naturel, sur une terrasse de sinople, traversé par une fasce d'argent accostée en pointe de deux fleurs de lys d'argent et en chef d'une comète de même tournée à dextre, et de Abel-Anastase Germain, né en 1833 à Saint-Sylvain, évêque de Coutances de 1876 à 1899, écartelé aux 1 et 4 de gueules à la bénissante de carnation posée en fasce entouré d'un nimbe crucifère d'or et mouvante d'une mire d'argent : aux 2 et 3 d'azur à une M couronnée, le tout à l'antique d'argent ; et sur le tout d'or au Saint-Michel de carnation, les ailes déployées au naturel habillé de pourpre, foulant à ses pieds un dragon de sable et le perçant d'une lame de gueules[26].

Elle abrite un ciboire (XVIIe) et une pierre d'autel (Haut Moyen-Âge) inscrits au titre objet aux monuments historiques, un bas-relief (XIXe), un cadran solaire (XVIIe), des fonts baptismaux (XVIIIe), un lavabo (XVe), une statue saint Louis en terre cuite de Sauxemesnil (XVIIe) entourée de saint Pierre et saint Sébastien.
L'église est aujourd'hui rattachée à la nouvelle paroisse Saint-Germain du doyenné de Cherbourg-Hague.
- Croix de cimetière (XVIIIe siècle), croix du Danet (XVIIe siècle), grand calvaire (XIXe siècle).
- Manoir d'Etoupeville (XVIe siècle). En 1870, des ouvriers y découvrirent des médailles d'or romaines datant des années 350[30].
- Puits.
- Mairie dans un ancien manoir.

### Personnalités liées à la commune
- Jean-Baptiste Le Carpentier (Helleville 1759 - Le Mont-Saint-Michel 1829), personnalité politique de la Révolution française, député à la Convention nationale.
- Alexandre du Moncel (Helleville 1784 - 1861), général du Génie et homme politique.